# 科隆比耶 (阿列省)
科隆比耶（法語：Colombier，法語發音：[kɔlɔ̃bje] ⓘ）是法国阿列省的一个市镇，属于蒙吕松区。该市镇2009年时的人口为332人。

## 人口
科隆比耶人口变化图示
| 数据来源：INSEE |